# Nederland op het wereldkampioenschap voetbal 2006
Nederland was een van de deelnemende landen op het Wereldkampioenschap voetbal 2006 in Duitsland. Het was de achtste deelname voor het land. Met de editie van 2006 meegerekend deed Nederland voor de vierde keer tijdens de laatste vijf edities mee. Nederland strandde in de achtste finale van het WK 2006 door te verliezen van Portugal. Op het WK Voetbal 1998 was Nederland nog vierde geëindigd.

## Kwalificatie
Als lid van de UEFA speelde Nederland in de eerste van acht groepen waarin alle landen deelnamen. Ieder land ontmoette elkaar in zowel een thuis- als een uitwedstrijd, de groepsindeling was aan de hand van resultaten in het verleden en een daaraan gekoppelde loting bepaald. Alleen de groepswinnaar zou zich rechtstreeks kwalificeren, terwijl de nummer twee het zou mogen opnemen tegen een nummer twee uit een andere groep, tenzij dat land het best geklasseerde land op de tweede plaats was, ook dan was rechtstreekse kwalificatie een feit.
Nederland kwalificeerde zich relatief eenvoudig door als eerste in groep 1 te eindigen. Sleutelduels waren de ontmoetingen met Tsjechië, dat op het EK voetbal 2004 nog van Nederland wist te winnen in de groepsfase. Zowel in Nederland als in eigen land gingen de Tsjechen onderuit, waardoor Nederland ondanks twee gelijke spelen tegen Macedonië de groep winnend wist af te sluiten. Tsjechië kwalificeerde zich uiteindelijk ook door de play-off met Noorwegen te winnen.

### Wedstrijden
| 8 september 2004 | Nederland | 2 – 0 | Tsjechië  |
| 9 oktober 2004   | Macedonië | 2 – 2 | Nederland |
| 13 oktober 2004  | Nederland | 3 – 1 | Finland   |
| 17 november 2004 | Andorra   | 0 – 3 | Nederland |
| 26 maart 2005    | Roemenië  | 0 – 2 | Nederland |
| 30 maart 2005    | Nederland | 2 – 0 | Armenië   |
| 4 juni 2005      | Nederland | 2 – 0 | Roemenië  |
| 8 juni 2005      | Finland   | 0 – 4 | Nederland |
| 3 september 2005 | Armenië   | 0 – 1 | Nederland |
| 7 september 2005 | Nederland | 4 – 0 | Andorra   |
| 8 oktober 2005   | Tsjechië  | 0 – 2 | Nederland |
| 12 oktober 2005  | Nederland | 0 – 0 | Macedonië |

### Klassement Groep 1
| Land      | Wed | Win | Gel | Ver | DV | DT | +/- | Pnt |
| --------- | --- | --- | --- | --- | -- | -- | --- | --- |
| Nederland | 12  | 10  | 2   | 0   | 27 | 3  | +24 | 32  |
| Tsjechië  | 12  | 9   | 0   | 3   | 35 | 12 | +23 | 27  |
| Roemenië  | 12  | 8   | 1   | 3   | 20 | 10 | +10 | 25  |
| Finland   | 12  | 5   | 1   | 6   | 21 | 19 | +2  | 16  |
| Macedonië | 12  | 2   | 3   | 7   | 11 | 24 | -13 | 9   |
| Armenië   | 12  | 2   | 1   | 9   | 9  | 25 | -16 | 7   |
| Andorra   | 12  | 1   | 2   | 9   | 4  | 34 | -30 | 5   |

## Groep C
Groep C was een zogenaamde poule des doods met twee gevestigde landen en twee landen, die in staat waren deze landen uit te kunnen schakelen. Bij Argentinië waren de ogen gericht op het supertalent Lionel Messi, die tijdens het toernooi negentien jaar zou worden, hij zorgde ervoor dat het jeugdteam wereldkampioen werd. Zijn debuut in het Argentijns hoofdteam liep uit op een debacle, hij werd tegen Hongarije uit het veld gestuurd. Hij zou echter vooral reserve staan in een team met spelmaker Juan Román Riquelme, de zoveelste Argentijnse speler die werd gezien als de nieuwe Maradona en doelpuntenmachine Hernán Crespo. Nederland plaatste zich voor het toernooi met een vernieuwde selectie, coach Marco van Basten weigerde gearriveerde vedetten als Clarence Seedorf, Edgar Davids en Patrick Kluivert te selecteren. En poging om de bij Feyenoord spelende Salomon Kalou te naturaliseren werd door minister Verdonk afgewezen. Zijn oorspronkelijke land Ivoorkust was een van de tegenstanders, superspits Didier Drogba was de blikvanger van het team. Servië en Montenegro plaatste zich voor het WK ten koste van België, dat voor de eerste keer sinds 1982 niet meedeed, het zou voor de laatste keer meedoen aan het WK aangezien Montenegro een onafhankelijk land werd.
Argentinië en Ivoorkust waren in de eerste helft gelijkwaardig aan elkaar, maar Argentinië was effectiever in het benutten van de kansen en nam een 2-0 voorsprong door doelpunten van Hernán Crespo en Javier Saviola. In de tweede helft overheerste Ivoorkust, maar het kwam niet verder dan een late tegentreffer van Didier Drogba. Nederland tegen Servië en Montenegro, het duel met het minste aantal toeschouwers op dit toernooi, was een minder verheffende wedstrijd, Nederland won met 1-0 door een treffer van Arjen Robben, die de smaakmaker van de wedstrijd was met individuele acties. Ploeggenoot Robin van Persie had ook kritiek op het spel van zijn teamgenoot, in zijn mening dacht Robben niet altijd aan het teambelang in zijn acties.
Argentinië voerde een galavorstelling op tegen Servië Montenegro: 6-0, de fraaiste treffer was van Esteban Cambiasso, die scoorde na langdurig balbezit en snel combinatiespel. Invaller Messi scoorde zijn eerste goal op een WK en uit frustratie werd de Servische spits Mateja Kežman uit het ved gestuurd na een onbesuisde tackle. Ivoorkust streed voor zijn laatste kans tegen Nederland en had overwicht in het begin van de wedstrijd, totdat Nederland een vrije trap kreeg, die succesvol werd genomen door Robin van Persie. Vlak daarna scoorde Ruud van Nistelrooy na een solo van Arjen Robben. De wedstrijd was echter nog lang niet gelopen, eerst schoot Didier Zokora op de paal, later scoorde Bakari Koné door drie man te passeren. In de tweede helft had Ivoorkust de overhand, de beste kans werd verijdeld door Robin van Persie die een bal van de lijn haalde. Nederland haalde op tandvlees de eindstreep en plaatste zich samen met Argentinië voor de achtste finales. In de laatste wedstrijd stond Ivoorkust voor de derde keer op rij met 0-2 achter, maar nu wonnen de Afrikanen, die een goede indruk maakten maar wel voortijdig uitgeschakeld waren wel: 3-2 van Servië en Montenegro.
| Land                 | Wed | Win | Gel | Ver | DV | DT | +/− | Pnt |
| -------------------- | --- | --- | --- | --- | -- | -- | --- | --- |
| Argentinië           | 3   | 2   | 1   | 0   | 8  | 1  | 7   | 7   |
| Nederland            | 3   | 2   | 1   | 0   | 3  | 1  | 2   | 7   |
| Ivoorkust            | 3   | 1   | 0   | 2   | 5  | 6  | –1  | 3   |
| Servië en Montenegro | 3   | 0   | 0   | 3   | 2  | 10 | –8  | 0   |

|                                               |                        |       |            |                                                                                   |
| 10 juni 2006 «onderlinge duels» 21:00 (UTC+2) | Argentinië             | 2 – 1 | Ivoorkust  | Volksparkstadion, Hamburg Toeschouwers: 49.480 Scheidsrechter: Frank De Bleeckere |
| 10 juni 2006 «onderlinge duels» 21:00 (UTC+2) | Crespo 24' Saviola 38' |       | 82' Drogba | Volksparkstadion, Hamburg Toeschouwers: 49.480 Scheidsrechter: Frank De Bleeckere |

|                                               |                      |            |           |                                                                          |
| 11 juni 2006 «onderlinge duels» 15:00 (UTC+2) | Servië en Montenegro | 0 – 1      | Nederland | Zentralstadion, Leipzig Toeschouwers: 37.216 Scheidsrechter: Markus Merk |
| 11 juni 2006 «onderlinge duels» 15:00 (UTC+2) |                      | 17' Robben |           | Zentralstadion, Leipzig Toeschouwers: 37.216 Scheidsrechter: Markus Merk |

|                                               |                                                                |       |                      |                                                                                   |
| 16 juni 2006 «onderlinge duels» 15:00 (UTC+2) | Argentinië                                                     | 6 – 0 | Servië en Montenegro | Veltins-Arena, Gelsenkirchen Toeschouwers: 52.000 Scheidsrechter: Roberto Rosetti |
| 16 juni 2006 «onderlinge duels» 15:00 (UTC+2) | Rodríguez 6', 41' Cambiasso 31' Crespo 78' Tévez 84' Messi 88' |       |                      | Veltins-Arena, Gelsenkirchen Toeschouwers: 52.000 Scheidsrechter: Roberto Rosetti |

|                                               |                                    |       |             |                                                                                |
| 16 juni 2006 «onderlinge duels» 18:00 (UTC+2) | Nederland                          | 2 – 1 | Ivoorkust   | Mercedes-Benz Arena, Stuttgart Toeschouwers: 52.000 Scheidsrechter: Óscar Ruiz |
| 16 juni 2006 «onderlinge duels» 18:00 (UTC+2) | Van Persie 23' Van Nistelrooij 27' |       | 38' B. Koné | Mercedes-Benz Arena, Stuttgart Toeschouwers: 52.000 Scheidsrechter: Óscar Ruiz |

|                                               |           |       |            |                                                                                         |
| 21 juni 2006 «onderlinge duels» 21:00 (UTC+2) | Nederland | 0 – 0 | Argentinië | Commerzbank-Arena, Frankfurt Toeschouwers: 48.000 Scheidsrechter: Luis Medina Cantalejo |
| 21 juni 2006 «onderlinge duels» 21:00 (UTC+2) |           |       |            | Commerzbank-Arena, Frankfurt Toeschouwers: 48.000 Scheidsrechter: Luis Medina Cantalejo |

|                                               |                                          |       |                      |                                                                             |
| 21 juni 2006 «onderlinge duels» 21:00 (UTC+2) | Ivoorkust                                | 3 – 2 | Servië en Montenegro | Allianz Arena, München Toeschouwers: 66.000 Scheidsrechter: Marco Rodríguez |
| 21 juni 2006 «onderlinge duels» 21:00 (UTC+2) | Dindane 37' (pen.), 67' Kalou 86' (pen.) |       | 10' Žigić 20' Ilić   | Allianz Arena, München Toeschouwers: 66.000 Scheidsrechter: Marco Rodríguez |

### Achtste finale
Op 25 juni 2006 werd in Neurenberg de achtste finale tegen Portugal met 1-0 verloren, waarna Oranje was uitgeschakeld op het WK van 2006. Het enige doelpunt van deze wedstrijd werd in de 28e minuut gemaakt door de middenvelder van Chelsea FC, Maniche. De wedstrijd kenmerkte zich vooral door de spijkerharde duels. De Russische scheidsrechter Valentin Ivanov deelde zestien gele en vier rode kaarten uit. Nooit eerder werd tijdens een WK-wedstrijd zo vaak de rode kaart getoond.

## Selectie en technische staf

### Verblijfplaats

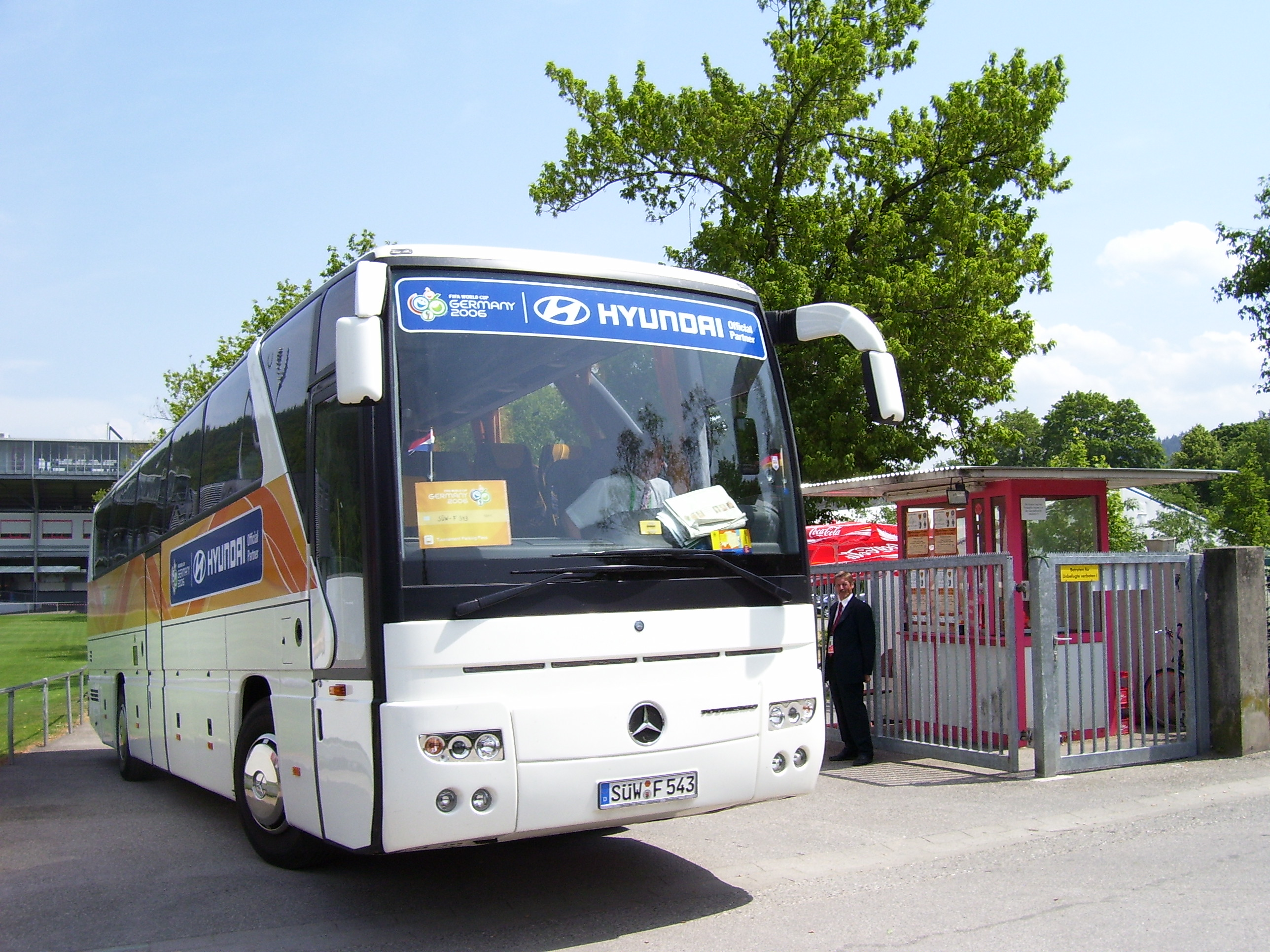
Nederlandse touringcar op weg naar Parkhotel Adler

Het Nederlands elftal verbleef van dinsdag 6 juni tot de uitschakeling in het Parkhotel Adler in het kleine Zuid-Duitse dorpje Hinterzarten.

### Voorselectie
Op 21 april 2006 presenteerde bondscoach Marco van Basten een voorselectie van 33 spelers. Opvallend was dat 20 van de 33 spelers in de Nederlandse eredivisie voetballen. Roy Makaay en Clarence Seedorf waren de voornaamste afwezigen in de voorselectie. Voor een trainingsstage die van 9 tot 12 mei in Noordwijk plaatsvond, werden zes spelers uit de voorselectie niet opgeroepen, terwijl John Heitinga van Ajax, die aanvankelijk niet geselecteerd was, wel een uitnodiging ontving.

### Definitieve selectie
Op 14 mei 2006 maakte Van Basten de uiteindelijke selectie van 23 spelers bekend. Afvallers in vergelijking met de voorselectie waren Patrick Lodewijks (Feyenoord), Ron Vlaar (Feyenoord), Edgar Davids (Tottenham Hotspur), Wilfred Bouma (Aston Villa), Urby Emanuelson (Ajax), Martijn Meerdink (AZ), Klaas-Jan Huntelaar (Ajax), George Boateng (Middlesbrough FC), Romeo Castelen (Feyenoord) en Nigel de Jong (Hamburger SV).
Een week voor het begin van het wereldkampioenschap werden Stijn Schaars (AZ) en Nigel de Jong opgeroepen, als mogelijk vervangers voor een aantal geblesseerde middenvelders. Op 9 juni werd echter duidelijk dat Van Basten niet op Schaars en De Jong hoefde terug te vallen en konden de twee weer huiswaarts keren.
| Nr. | Naam                       | Geboortedatum | GW |   |   |   |   |   |   | Club              | Positie(s) |
| --- | -------------------------- | ------------- | -- | - | - | - | - | - | - | ----------------- | ---------- |
| 1   | Edwin van der Sar          | 29-10-1970    | 4  | 0 | 0 | 0 | 0 | 0 | 0 | Manchester United | GK         |
| 2   | Kew Jaliens                | 15-09-1978    | 1  | 0 | 0 | 0 | 0 | 0 | 0 | AZ                | CB, RB     |
| 3   | Khalid Boulahrouz          | 28-12-1981    | 4  | 0 | 0 | 1 | 0 | 2 | 0 | Hamburger SV      | CB         |
| 4   | Joris Mathijsen            | 05-04-1980    | 3  | 0 | 1 | 0 | 0 | 0 | 2 | AZ                | CB         |
| 5   | Giovanni van Bronckhorst   | 05-02-1975    | 3  | 0 | 0 | 1 | 0 | 0 | 0 | FC Barcelona      | LB, LM     |
| 6   | Denny Landzaat             | 06-05-1976    | 3  | 0 | 0 | 0 | 0 | 3 | 0 | AZ                | CM, DM     |
| 7   | Dirk Kuijt                 | 22-07-1980    | 3  | 0 | 0 | 0 | 0 | 1 | 0 | Feyenoord         | RW, CF     |
| 8   | Phillip Cocu               | 29-10-1970    | 4  | 0 | 0 | 0 | 0 | 0 | 1 | PSV               | LM, CM     |
| 9   | Ruud van Nistelrooij       | 01-07-1976    | 3  | 1 | 0 | 0 | 0 | 0 | 2 | Manchester United | CF         |
| 10  | Rafael van der Vaart       | 11-02-1983    | 3  | 0 | 1 | 0 | 0 | 2 | 0 | Hamburger SV      | AM, LM     |
| 11  | Arjen Robben               | 23-01-1984    | 3  | 1 | 1 | 0 | 0 | 0 | 0 | Chelsea           | LW, RW     |
| 12  | Jan Kromkamp               | 17-08-1980    | 0  | 0 | 0 | 0 | 0 | 0 | 0 | Liverpool         | RB         |
| 13  | André Ooijer               | 11-07-1974    | 4  | 0 | 1 | 0 | 0 | 0 | 0 | PSV               | RB, CB, DM |
| 14  | John Heitinga              | 15-11-1983    | 3  | 0 | 1 | 0 | 0 | 1 | 1 | Ajax              | RB, CB, DM |
| 15  | Tim de Cler                | 08-11-1978    | 1  | 0 | 1 | 0 | 0 | 0 | 0 | AZ                | LB         |
| 16  | Hedwiges Maduro            | 13-02-1985    | 1  | 0 | 0 | 0 | 0 | 1 | 0 | Ajax              | DM, CB     |
| 17  | Robin van Persie           | 06-08-1983    | 4  | 1 | 1 | 0 | 0 | 0 | 1 | Arsenal           | CF, LW, RW |
| 18  | Mark van Bommel            | 22-04-1977    | 3  | 0 | 2 | 0 | 0 | 0 | 2 | FC Barcelona      | DM         |
| 19  | Jan Vennegoor of Hesselink | 07-11-1978    | 1  | 0 | 0 | 0 | 0 | 1 | 0 | PSV               | CF         |
| 20  | Wesley Sneijder            | 09-06-1984    | 4  | 0 | 1 | 0 | 0 | 0 | 1 | Ajax              | AM, LM     |
| 21  | Ryan Babel                 | 19-12-1986    | 1  | 0 | 0 | 0 | 0 | 1 | 0 | Ajax              | LW, RW, CF |
| 22  | Henk Timmer                | 03-12-1971    | 0  | 0 | 0 | 0 | 0 | 0 | 0 | AZ                | GK         |
| 23  | Maarten Stekelenburg       | 22-09-1982    | 0  | 0 | 0 | 0 | 0 | 0 | 0 | Ajax              | GK         |

| Naam                | Functie        |
| ------------------- | -------------- |
| Technische staf     |                |
| Marco van Basten    | Bondscoach     |
| John van 't Schip   | Assistent      |
| Rob Witschge        | Assistent      |
| Stanley Menzo       | Keeperstrainer |
| Medische staf       |                |
| Gert Jan Goudswaard | Teamarts       |
| Rob Ouderland       | Fysiotherapeut |
| Leo Echteld         | Fysiotherapeut |

## Wedstrijden

### Groepsfase
|                    |                      |         |            |                                                                                      |
| 11 juni 2006 15:00 | Servië en Montenegro | 0 – 1   | Nederland  | Zentralstadion, Leipzig Toeschouwers: 43.000 Scheidsrechter: Markus Merk (Duitsland) |
| 11 juni 2006 15:00 |                      | Verslag | 18' Robben | Zentralstadion, Leipzig Toeschouwers: 43.000 Scheidsrechter: Markus Merk (Duitsland) |

| Servië en Montenegro | Nederland |

| Servië en Montenegro: |    |                    |         |
|                       |    |                    |         |
| GK                    | 1  | Dragoslav Jevrić   |         |
| RB                    | 14 | Nenad Đorđević     | 43'     |
| CB                    | 6  | Goran Gavrančić    | 90'     |
| CB                    | 20 | Mladen Krstajić    |         |
| LB                    | 3  | Ivica Dragutinović | 81'     |
| RM                    | 10 | Dejan Stanković    | 34'     |
| CM                    | 4  | Igor Duljaj        |         |
| CM                    | 17 | Albert Nađ         |         |
| LM                    | 11 | Predrag Đorđević   |         |
| CF                    | 9  | Savo Milošević     | 46'     |
| CF                    | 8  | Mateja Kežman      | 67'     |
| Invallers:            |    |                    |         |
| MF                    | 7  | Ognjen Koroman     | 43' 64' |
| FW                    | 19 | Nikola Žigić       | 46'     |
| MF                    | 21 | Danijel Ljuboja    | 67'     |
| Coach:                |    |                    |         |
| Ilija Petković        |    |                    |         |

| Nederland:       |    |                          |     |
|                  |    |                          |     |
| GK               | 1  | Edwin van der Sar        |     |
| RB               | 14 | John Heitinga            | 85' |
| CB               | 13 | André Ooijer             |     |
| CB               | 4  | Joris Mathijsen          | 86' |
| LB               | 5  | Giovanni van Bronckhorst | 56' |
| CM               | 18 | Mark van Bommel          | 60' |
| AM               | 20 | Wesley Sneijder          |     |
| CM               | 8  | Phillip Cocu             |     |
| RW               | 17 | Robin van Persie         |     |
| CF               | 9  | Ruud van Nistelrooij     | 69' |
| LW               | 11 | Arjen Robben             |     |
| Invallers:       |    |                          |     |
| MF               | 6  | Denny Landzaat           | 60' |
| FW               | 7  | Dirk Kuijt               | 69' |
| DF               | 3  | Khalid Boulahrouz        | 86' |
| Coach:           |    |                          |     |
| Marco van Basten |    |                          |     |

|                    |                                    |         |             |                                                                                                |
| 16 juni 2006 18:00 | Nederland                          | 2 – 1   | Ivoorkust   | Gottlieb-Daimler-Stadion, Stuttgart Toeschouwers: 52.000 Scheidsrechter: Óscar Ruiz (Colombia) |
| 16 juni 2006 18:00 | Van Persie 23' Van Nistelrooij 27' | Verslag | 39' B. Koné | Gottlieb-Daimler-Stadion, Stuttgart Toeschouwers: 52.000 Scheidsrechter: Óscar Ruiz (Colombia) |

| Nederland | Ivoorkust |

| Nederland:       |    |                          |           |
|                  |    |                          |           |
| GK               | 1  | Edwin van der Sar        |           |
| RB               | 14 | John Heitinga            | 60'       |
| CB               | 13 | André Ooijer             |           |
| CB               | 4  | Joris Mathijsen          | 35'       |
| LB               | 5  | Giovanni van Bronckhorst |           |
| CM               | 18 | Mark van Bommel          | 58'       |
| AM               | 20 | Wesley Sneijder          | 50'       |
| CM               | 8  | Phillip Cocu             |           |
| RW               | 17 | Robin van Persie         |           |
| CF               | 9  | Ruud van Nistelrooij     | 73'       |
| LW               | 11 | Arjen Robben             | 34'       |
| Invallers:       |    |                          |           |
| MF               | 10 | Rafael van der Vaart     | 50'       |
| DF               | 3  | Khalid Boulahrouz        | 60'       |
| MF               | 6  | Denny Landzaat           | 73' 90+4' |
| Coach:           |    |                          |           |
| Marco van Basten |    |                          |           |

| Ivoorkust:     |    |                    |     |
|                |    |                    |     |
| GK             | 1  | Jean-Jacques Tizié |     |
| RB             | 21 | Emmanuel Eboué     |     |
| CB             | 4  | Kolo Touré         |     |
| CB             | 21 | Abdoulaye Méïté    |     |
| LB             | 3  | Arthur Boka        | 66' |
| CM             | 19 | Yaya Touré         |     |
| CM             | 5  | Didier Zokora      | 25' |
| CM             | 22 | Romaric            | 62' |
| RW             | 14 | Bakari Koné        | 62' |
| CF             | 11 | Didier Drogba      | 41' |
| LW             | 9  | Arouna Koné        | 73' |
| Wisselspelers: |    |                    |     |
| MF             | 10 | Gilles Yapi Yapo   | 62' |
| FW             | 15 | Aruna Dindane      | 62' |
| MF             | 2  | Kanga Akale        | 72' |
| Coach:         |    |                    |     |
| Henri Michel   |    |                    |     |

|                    |           |       |            | |
| 21 juni 2006 21:00 | Nederland | 0 – 0 | Argentinië | FIFA WM Stadion Frankfurt, Frankfurt Toeschouwers: 48.000 Scheidsrechter: Luis Medina Cantalejo (Spanje) |
| 21 juni 2006 21:00 | Verslag   |       |            | FIFA WM Stadion Frankfurt, Frankfurt Toeschouwers: 48.000 Scheidsrechter: Luis Medina Cantalejo (Spanje) |

| Nederland | Argentinië |

| Nederland:       |    |                      |     |
|                  |    |                      |     |
| GK               | 1  | Edwin van der Sar    |     |
| RB               | 2  | Kew Jaliens          |     |
| CB               | 3  | Khalid Boulahrouz    |     |
| CB               | 13 | André Ooijer         | 42' |
| LB               | 15 | Tim de Cler          | 48' |
| CM               | 10 | Rafael van der Vaart |     |
| CM               | 20 | Wesley Sneijder      | 86' |
| CM               | 8  | Phillip Cocu         |     |
| RW               | 17 | Robin van Persie     | 67' |
| CF               | 9  | Ruud van Nistelrooij | 56' |
| LW               | 7  | Dirk Kuijt           | 28' |
| Invallers:       |    |                      |     |
| FW               | 21 | Ryan Babel           | 56' |
| MF               | 6  | Denny Landzaat       | 67' |
| MF               | 16 | Hedwiges Maduro      | 86' |
| Coach:           |    |                      |     |
| Marco van Basten |    |                      |     |

| Argentinië:    |    |                       |     |
|                |    |                       |     |
| GK             | 1  | Roberto Abbondanzieri |     |
| RB             | 21 | Nicolás Burdisso      | 24' |
| CB             | 2  | Roberto Ayala         |     |
| CB             | 15 | Gabriel Milito        |     |
| LB             | 17 | Leandro Cufré         |     |
| CM             | 18 | Maxi Rodríguez        |     |
| CM             | 8  | Javier Mascherano     | 90' |
| CM             | 5  | Esteban Cambiasso     | 57' |
| AM             | 10 | Juan Román Riquelme   | 80' |
| CF             | 19 | Lionel Messi          | 70' |
| CF             | 11 | Carlos Tévez          |     |
| Wisselspelers: |    |                       |     |
| DF             | 4  | Fabricio Coloccini    | 24' |
| FW             | 20 | Julio Ricardo Cruz    | 70' |
| MF             | 16 | Pablo Aimar           | 80' |
| Coach:         |    |                       |     |
| José Pékerman  |    |                       |     |

### Achtste finale
|                    |             |         |           |                                                                                                   |
| 25 juni 2006 21:00 | Portugal    | 1 – 0   | Nederland | FIFA WM-Stadion Nürnberg, Nürnberg Toeschouwers: 41.000 Scheidsrechter: Valentin Ivanov (Rusland) |
| 25 juni 2006 21:00 | Maniche 23' | Verslag |           | FIFA WM-Stadion Nürnberg, Nürnberg Toeschouwers: 41.000 Scheidsrechter: Valentin Ivanov (Rusland) |

| Portugal | Nederland |

| Portugal:           |    |                   |           |
|                     |    |                   |           |
| GK                  | 1  | Ricardo           | 76'       |
| RB                  | 13 | Miguel            |           |
| CB                  | 5  | Fernando Meira    |           |
| CB                  | 16 | Ricardo Carvalho  |           |
| LB                  | 14 | Nuno Valente      | 76'       |
| CM                  | 6  | Costinha          | 31' 45+1' |
| CM                  | 18 | Maniche           | 20'       |
| RW                  | 7  | Luís Figo         | 60' 84'   |
| AM                  | 20 | Deco              | 73' 78'   |
| LW                  | 17 | Cristiano Ronaldo | 34'       |
| CF                  | 9  | Pedro Pauleta     | 46'       |
| Wisselspelers:      |    |                   |           |
| FW                  | 11 | Simão             | 34'       |
| MF                  | 8  | Petit             | 46' 50'   |
| MF                  | 19 | Tiago             | 84'       |
| Coach:              |    |                   |           |
| Luiz Felipe Scolari |    |                   |           |

| Nederland:       |    |                            |           |
|                  |    |                            |           |
| GK               | 1  | Edwin van der Sar          |           |
| RB               | 3  | Khalid Boulahrouz          | 7' 63'    |
| CB               | 13 | André Ooijer               |           |
| CB               | 4  | Joris Mathijsen            | 56'       |
| LB               | 5  | Giovanni van Bronckhorst   | 59' 90+5' |
| CM               | 18 | Mark van Bommel            | 2' 67'    |
| AM               | 20 | Wesley Sneijder            | 73'       |
| CM               | 8  | Phillip Cocu               | 84'       |
| RW               | 17 | Robin van Persie           |           |
| CF               | 7  | Dirk Kuijt                 |           |
| LW               | 11 | Arjen Robben               |           |
| Invallers:       |    |                            |           |
| MF               | 10 | Rafael van der Vaart       | 56' 74'   |
| DF               | 14 | John Heitinga              | 67'       |
| FW               | 19 | Jan Vennegoor of Hesselink | 84'       |
| Coach:           |    |                            |           |
| Marco van Basten |    |                            |           |

## Afbeeldingen

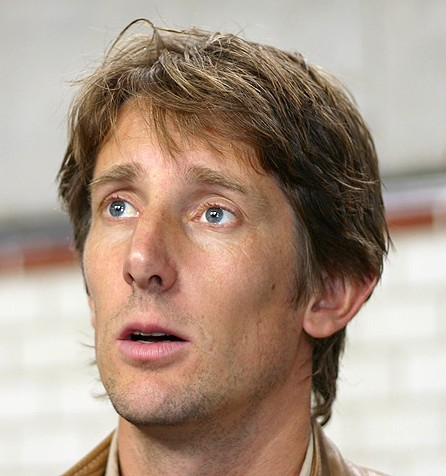
Edwin van der Sar (doelman)
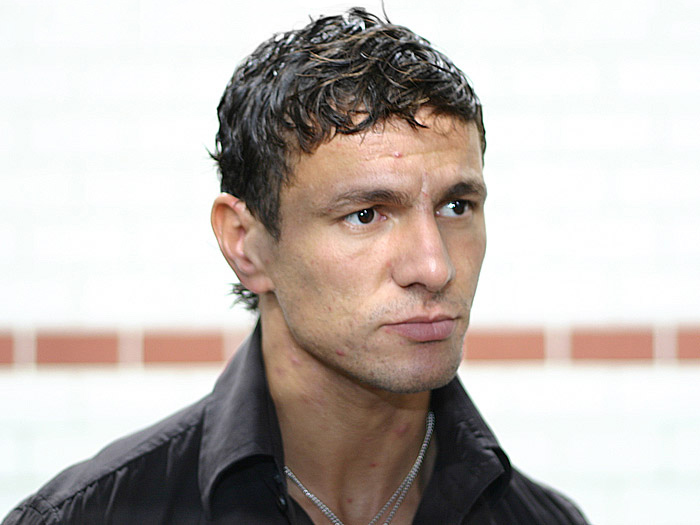
Khalid Boulahrouz (verdediger)
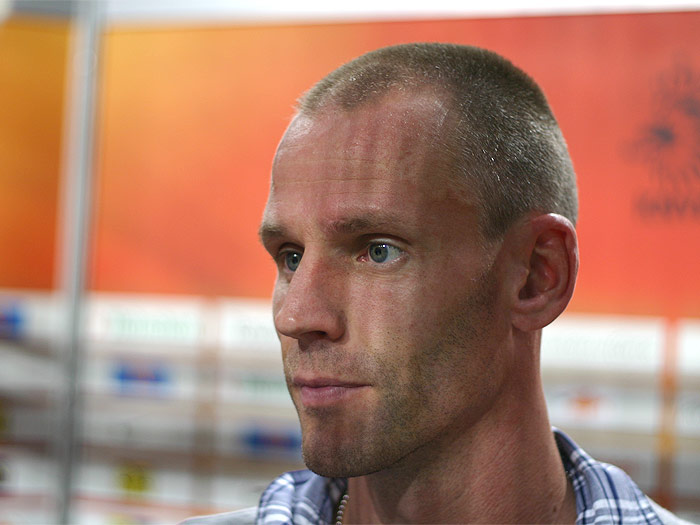
André Ooijer (verdediger)
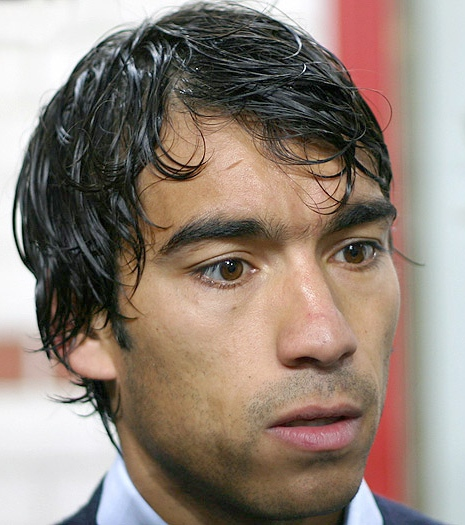
Giovanni van Bronckhorst (verdediger)
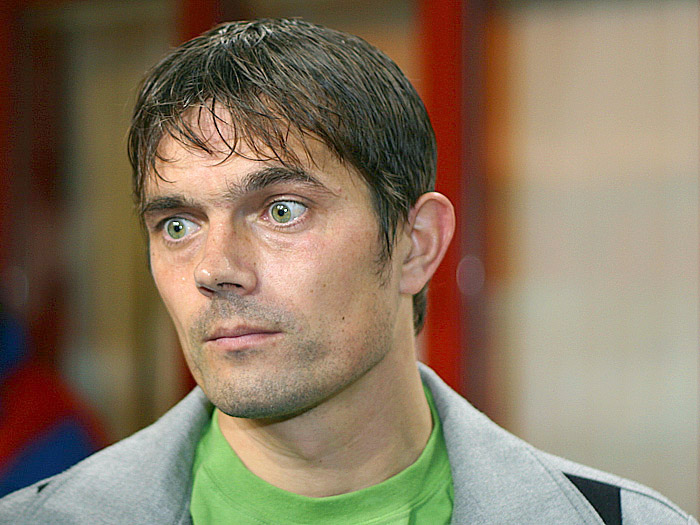
Phillip Cocu (middenvelder)
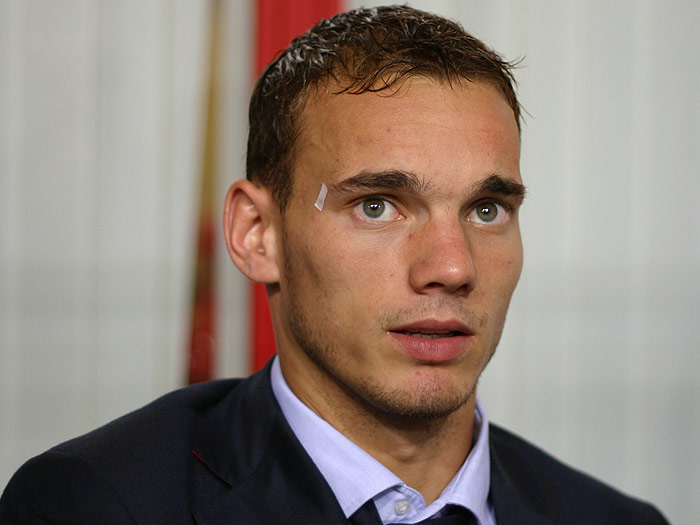
Wesley Sneijder (middenvelder)
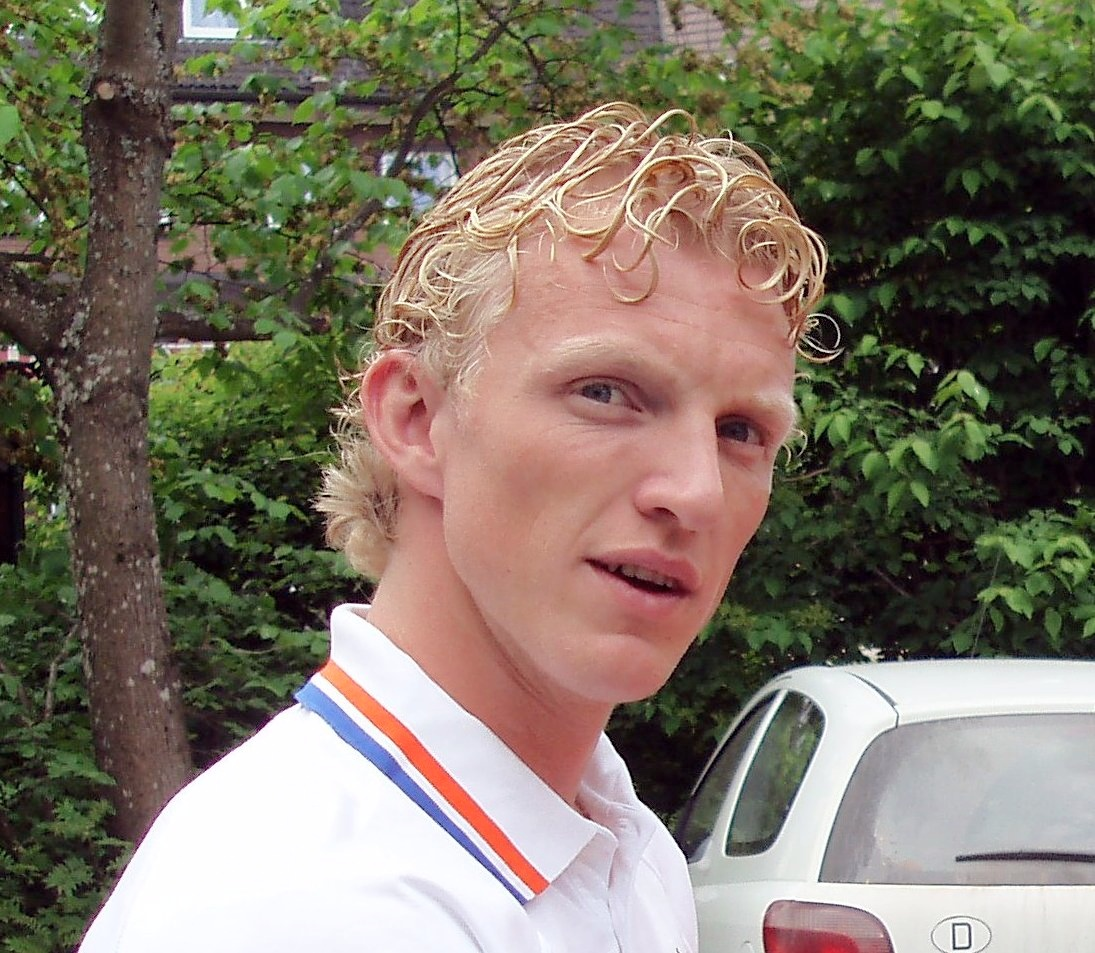
Dirk Kuijt (aanvaller)
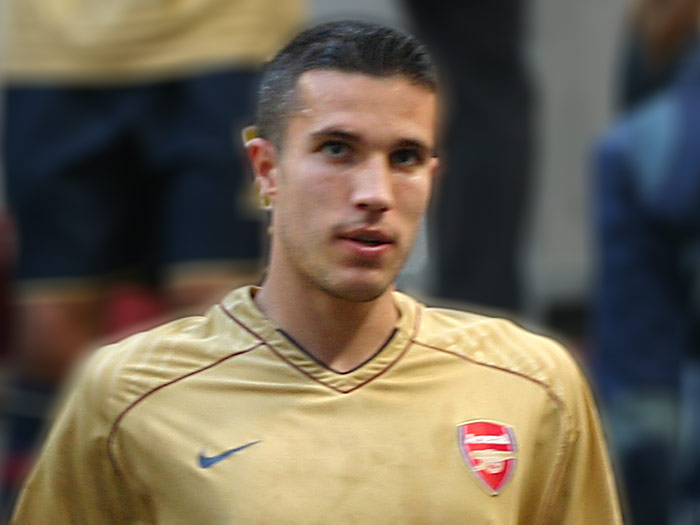
Robin van Persie (aanvaller)
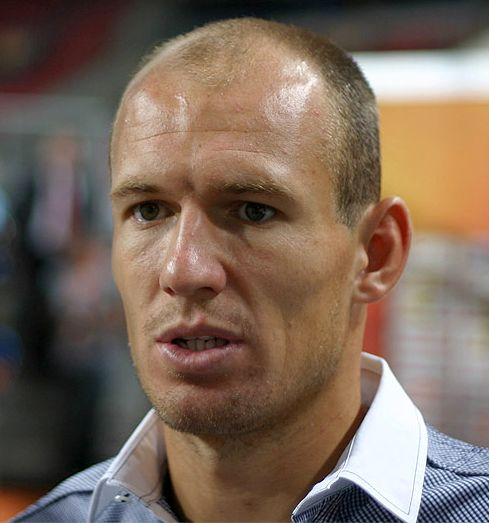
Arjen Robben (aanvaller)
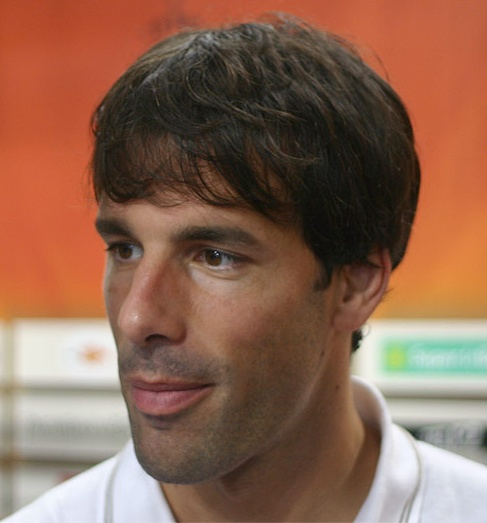
Ruud van Nistelrooij (aanvaller)

KNVB ·
A-internationals ·
Bondscoaches (m) ·
Topscorers ·
Nederlands vrouwenelftal ·
Bondscoaches (v) ·
Nederland B ·
Olympisch elftal ·
Jong Oranje ·
Nederland –20 ·
Nederland –19 ·
Nederland –18 ·
Nederland –17 ·
Nederland –16 ·
Nederland –15 ·
Nederlands amateurelftal ·
Nederlands zaterdagelftal ·
Jong OranjeLeeuwinnen ·
Vrouwen –20 ·
Vrouwen –19 ·
Vrouwen –18 ·
Vrouwen –17 ·
Vrouwen –16 ·
Vrouwen –15 ·
Militair mannenelftal ·
Militair vrouwenelftal ·
Strandteam ·
Vrouwen Strandteam ·
Futsalteam ·
Vrouwen Futsalteam

EK-wedstrijden ·
WK-wedstrijden ·
Resultaten kwalificaties en eindronden ·
Nederland B-wedstrijden ·
Officieuze wedstrijden ·
EK-wedstrijden vrouwen ·
WK-wedstrijden vrouwen ·
Resultaten vrouwen kwalificaties en eindronden
1905 – 1919 ·
1920 – 1929 ·
1930 – 1939 ·
1940 – 1949 ·
1950 – 1959 ·
1960 – 1969 ·
1970 – 1979 ·
1980 – 1989 ·
1990 – 1999 ·
2000 – 2009 ·
2010 – 2019 ·
2020 – 2029
2015 ·
2016 ·
2017 ·
2018 ·
2019 ·
2020 ·
2021 · 
2022
EK's: 1976 · 
1980 · 
1988 · 
1992 · 
1996 · 
2000 · 
2004 · 
2008 · 
2012 · 
2020 · 
2024
WK's: 1934 · 
1938 · 
1974 · 
1978 · 
1990 · 
1994 · 
1998 · 
2006 · 
2010 · 
2014 · 
2022
OS: 1908 ·
1912 ·
1920 ·
1924 ·
1928 ·
1948 ·
1952 ·
2008
Albanië ·
Andorra ·
Argentinië ·
Armenië ·
Australië ·
België ·
Bosnië en Herzegovina ·
Brazilië ·
Bulgarije ·
Canada ·
Chili ·
China ·
Colombia ·
Costa Rica ·
Curaçao ·
Cyprus ·
DDR ·
Denemarken ·
Duitsland ·
Ecuador ·
Egypte ·
Engeland ·
Estland ·
Faeröer ·
Finland ·
Frankrijk ·
GOS · 
Georgië ·
Ghana ·
Gibraltar ·
Griekenland ·
Hongarije ·
Ierland ·
IJsland ·
Indonesië ·
Iran ·
Israël ·
Italië ·
Ivoorkust ·
Japan ·
Joegoslavië ·
Kameroen ·
Kazachstan ·
Kroatië ·
Letland ·
Liechtenstein ·
Luxemburg ·
Malta ·
Marokko ·
Mexico ·
Moldavië ·
Montenegro ·
Nederlandse Antillen ·
Nigeria ·
Noord-Ierland ·
Noord-Macedonië ·
Noorwegen ·
Oekraïne ·
Oostenrijk ·
Paraguay ·
Peru ·
Polen ·
Portugal ·
Qatar ·
Roemenië ·
Rusland ·
Saarland ·
San Marino ·
Saoedi-Arabië ·
Schotland ·
Senegal ·
Servië en Montenegro ·
Slovenië ·
Slowakije ·
Sovjet-Unie ·
Spanje ·
Suriname ·
Thailand ·
Tsjechië ·
Tsjecho-Slowakije ·
Tunesië ·
Turkije ·
Uruguay ·
Verenigd Koninkrijk ·
Verenigde Staten ·
Wales ·
Wit-Rusland ·
Zuid-Afrika ·
Zuid-Korea ·
Zweden ·
Zwitserland
Argentinië (1978) ·
Argentinië (2006) ·
Argentinië (2014) ·
Argentinië (2022) ·
Australië (2014) ·
Brazilië (2014) ·
Chili (2014) · 
Costa Rica (2014) ·
Denemarken (2010) ·
Denemarken (2012) ·
Duitsland (2012) · 
Ecuador (2022) · 
Frankrijk (2008) ·
Italië (2008) ·
Ivoorkust (2006) ·
Japan (2010) ·
Kameroen (2010) ·
Mexico (2014) · 
Noord-Macedonië (2021) · 
Oekraïne (2021) · 
Oostenrijk (2021) · 
Portugal (2006) ·
Portugal (2012) ·
Portugal (2019) ·
Qatar (2022) ·
Roemenië (2008) ·
Rusland (2008) ·
San Marino (2011) ·
Senegal (2022) ·
Servië en Montenegro (2006) ·
Sovjet-Unie (1988) ·
Spanje (2010) ·
Spanje (2014) ·
Tsjechië (2021) · 
Uruguay (2010) ·
Verenigde Staten (2022) · 
West-Duitsland (1974)
1. ↑  https://sportnieuws.nl/voetbal/binnenland/terug-naar-messis-1e-keer-nederland-gouden-klomp-en-smikkelen-spekkies-videos/
2. ↑  https://www.fcupdate.nl/voetbalnieuws/1533/rood-voor-messi-bij-debuut/
3. ↑  https://www.volkskrant.nl/sport/achtervolgd-door-de-schaduw-van-het-verleden~be6693a7/
4. ↑  https://www.trouw.nl/nieuws/verzoek-versneld-nederlanderschap-kalou-afgewezen~bdd9d0c5/
5. ↑  https://www.europa-nu.nl/id/vhbeffq35wsj/montenegro
6. ↑  http://news.bbc.co.uk/sport2/hi/football/world_cup_2006/4852660.stm
7. ↑  https://www.nieuwsblad.be/cnt/dmf11062006_050
8. ↑  https://www.fcupdate.nl/voetbalnieuws/33455/van-persie-kritisch-over-robben/
9. ↑  https://www.theguardian.com/football/2006/jun/17/worldcup2006.match4
10. ↑  https://www.youtube.com/watch?v=iBZdcpdxoTA
11. ↑  https://www.trouw.nl/nieuws/kezman-tipt-argentinie-als-wereldkampioen~b4c32619/
12. ↑  https://www.ad.nl/nederlands-voetbal/de-perfecte-vrije-trap-tegen-ivoorkust~a1c77671/#:~:text=Van%20Persie%20haalt%20diep%20adem,raakt%20hij%20de%20bal%20perfect.
13. ↑  https://www.trouw.nl/nieuws/nederland-mag-door-na-2-1-op-ivoorkust~b2ba60d2/